# Mucoraceae
Famille
Les Mucoraceae ou Moisissures blanches, sont une famille de champignons de l'ordre des Mucorales (anciennement inclus dans les zygomycètes). Ils vivent en saprophyte, mais ils peuvent être quelques fois parasites de fruits ou de légumes.

## Description

Formation de zygospore

Leurs téléomorphes forment des zygospores. Leurs anamorphes présentent des sporocystes à columelle et produisant généralement de nombreuses spores.

## Liste des genres
Selon BioLib (25 décembre 2021) :
- Actinomucor Schostak.
- Backusella Hesselt. & J.J. Ellis
- Benjaminiella Arx
- Chaetocladium Fresen.
- Chordostylum Tode
- Circinella Tiegh. & G. Le Monn.
- Cokeromyces Shanor
- Dicranophora J. Schröt.
- Ellisomyces Benny & R.K. Benj.
- Helicostylum Corda
- Hyphomucor Schipper & Lunn
- Kirkomyces Benny
- Mucor Fresen.
- Parasitella Bainier
- Pilaira Tiegh.
- Pirella Bainier
- Rhizopodopsis Boedijn
- Thamnidium Link
- Zygorhynchus Vuill.

Selon NCBI (25 décembre 2021) :
- Actinomucor Schostak., 1898
- Ambomucor R.Y. Zheng & X.Y. Liu, 2014
- Amylomyces Calmette, 1892
- Apophysomyces P.C. Misra, 1979
- Benjaminiella Arx, 1981
- Circinomucor Arx, 1982
- Cokeromyces Shanor, 1950
- Dicranophora
- Ellisomyces Benny & R.K. Benj., 1975
- Helicostylum Corda, 1842
- Hyphomucor Schipper & Lunn, 1986
- Isomucor J.I. de Souza, Pires-Zottarelli & Harakava, 2012
- Kirkomyces Benny, 1996
- Mucor
- Parasitella Bainier, 1903
- Pilaira Tiegh., 1875
- Pirella
- Rhizopodopsis Boedijn, 1959
- Thamnidium Link, 1809
- Zygorhynchus Vuill., 1903